# Hội những người bạn Mỹ thuật Kraków
Hội những người bạn Mỹ thuật Kraków (tiếng Ba Lan: Towarzystwo Przyjaciół Sztuk Pięknych w Krakowie, TPSP) là một nhóm xã hội gồm các nghệ sĩ, nghệ nhân và những người ủng hộ của họ được thành lập tại Kraków vào năm 1854, thuộc Phân vùng Áo của Ba Lan. Ngày nay, Hội hoạt động từ Cung điện Nghệ thuật Nouveau do chính các thành viên của mình dựng lên vào năm 1901 tại Quảng trường Szczepański ở Phố cổ Kraków. Sau khi cải tạo lớn Cung điện vào năm 1996, Hội đã tổ chức các triển lãm nghệ thuật địa phương và quốc tế và nhiều sáng kiến nghệ thuật khác.

## Lịch sử

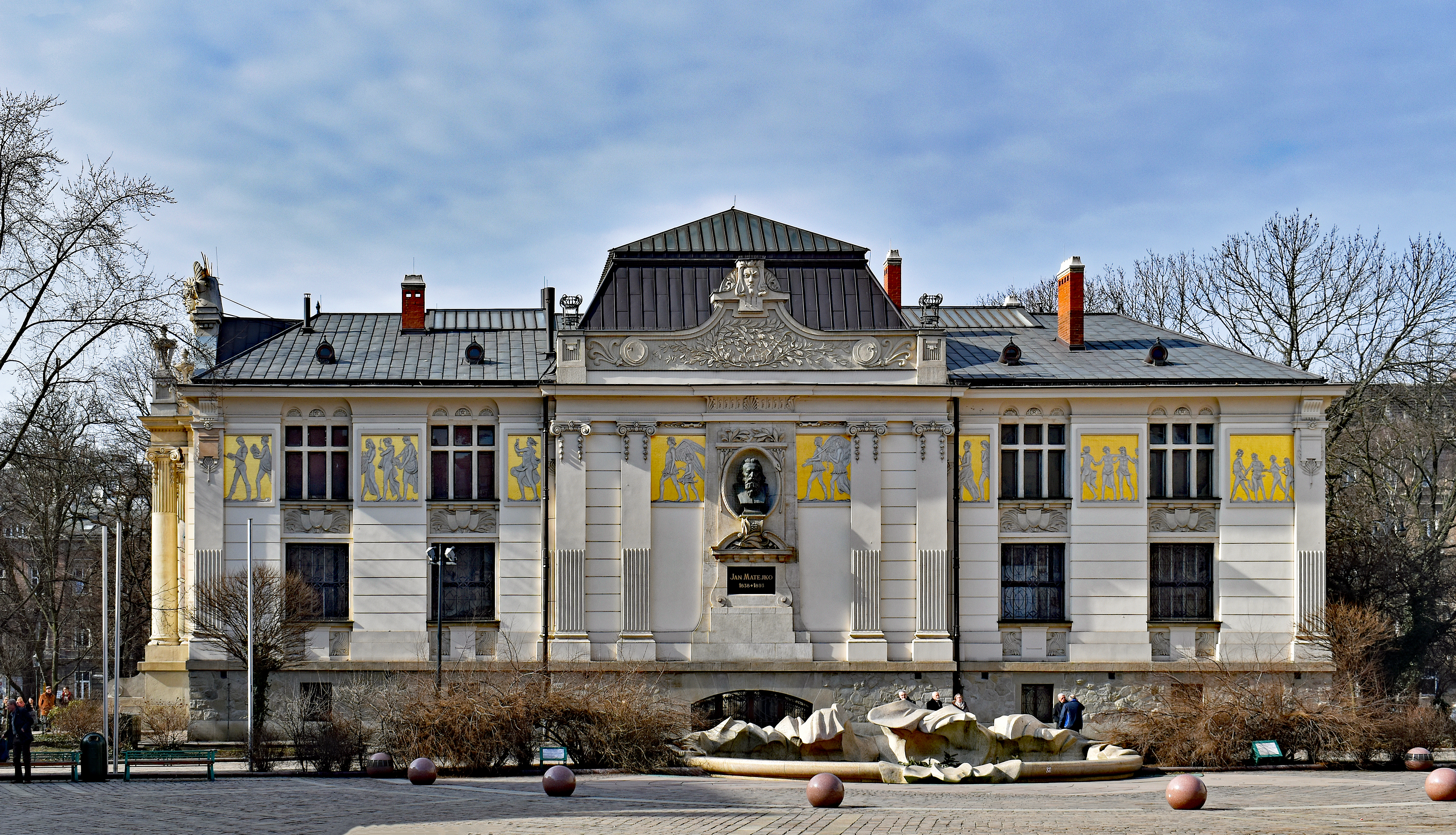
Cung điện nghệ thuật, trụ sở của Hội, nhìn từ pl. Quảng trường Szczepański, Phố cổ Krakow

Hiệp hội những người bạn Mỹ thuật là một tổ chức phi lợi nhuận được thành lập tại Kraków với mục đích quảng bá nghệ thuật và văn hóa Ba Lan, chống lại sự cai trị của Áo-Hung. Hội có một phòng trưng bày tại Cung điện Larisch'a, và sau đó tại Sukiennice, trưng bày về Jan Matejko cùng với những người khác. Bốn thập kỷ sau khi sự thành lập ban đầu, tổ chức sử dụng các khoản tài trợ công cộng và tiền có được từ việc bán Artur Grottger, vào ngày 26 tháng 6 năm 1899, Hội bắt đầu xây dựng Cung điện Nghệ thuật của riêng mình dọc theo Công viên Planty nổi tiếng, dựa trên thiết kế của Franciszek Mączyński.
Sau hai năm xây dựng tỉ mỉ, phòng trưng bày đã được khánh thành vào ngày 11 tháng 5 năm 1901 bởi Thị trưởng Kraków, Bá tước Edward Aleksander Raczyński. Đây là tòa nhà Art Nouveau đầu tiên trong thành phố, lấy cảm hứng từ những ngôi đền Hy Lạp cổ đại, với cái đầu được điêu khắc của Apollo trên lối vào của nó, và những bức phù điêu hiện đại trên những bức tường bên ngoài được thiết kế bởi Giáo sư Jacek Malczewski đến từ Học viện Mỹ thuật ở Krakow.

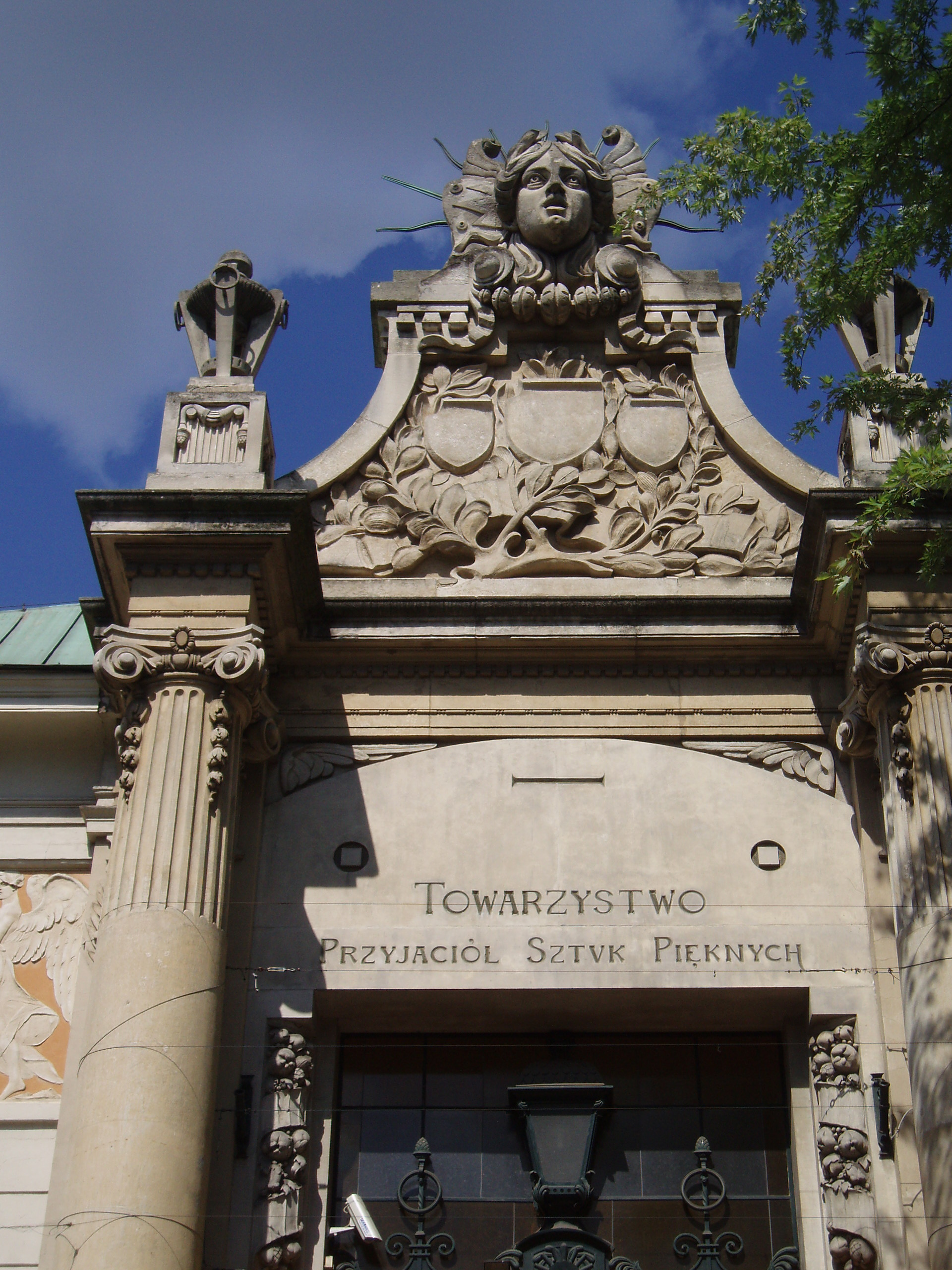
Lối vào của Apollo

Đầu thế kỷ 20, Cung điện do Hội điều hành trở thành một trong những địa điểm triển lãm chính của phong trào Ba Lan trẻ. Ngày nay, Hiệp hội tái sinh bao gồm các thành viên của Công ty Rotary quốc tế duy trì sứ mệnh ban đầu là quảng bá nghệ thuật đương đại, đến cả Ba Lan và quốc tế. Nó tổ chức các buổi đấu giá nghệ thuật tại chỗ, tài trợ cho Viện nghiên cứu và tác phẩm nghệ thuật của riêng mình (Instytut Badań i Dokumentacji) và xuất bản các danh mục nghệ thuật về hội họa, nghệ thuật đồ họa, vẽ và điêu khắc.